# Pallacanestro ai XII Giochi asiatici
La pallacanestro ai Giochi asiatici 1994 si è svolta dal 3 al 15 ottobre a Hiroshima, in Giappone. Nella disciplina della pallacanestro sono stati effettuati due tornei, quello maschile e quello femminile, che hanno visto coinvolte 10 nazioni.

## Medagliere
| Posiz. | Nazione       | Oro | Argento | Bronzo | Totale |
| ------ | ------------- | --- | ------- | ------ | ------ |
| 1      | Corea del Sud | 1   | 1       | 0      | 2      |
| 2      | Cina          | 1   | 0       | 1      | 2      |
| 3      | Giappone      | 0   | 1       | 1      | 2      |
| Totale | Totale        | 2   | 2       | 2      | 6      |

## Classifiche finali

### Maschile
| Pos.    | Squadra             | Formazione |
| ------- | ------------------- | --- |
| Oro     | Cina                | CinaA, Gong, Hu, Liu D., Liu Y., Shan, Sun, Wang, Wu N., Wu Q., Zhang, Zheng, All. -                                                                                         |
| Argento | Corea del Sud       | Corea del SudHeo, Hyeon, Jeon, Jeong, Kang, Kim S., Kim Ye., Kim Yu., Lee S., Mun, O, Seo, All. Lee In-pyo                                                                   |
| Bronzo  | Giappone            | Giappone4 Kaneko, 5 Yamazaki, 6 Yūki, 7 Miyata, 8 Miyake, 9 Goto, 10 Orimo, 11 Sako, 12 Abe, 13 Hasegawa, 14 Furuta, 15 Sekiguchi, All. James Gordon                         |
| 4.      | Filippine           | Filippine4 Patrimonio, 5 Pumaren, 6 Agustin, 7 Evangelista, 8 Caidic, 9 Duremdes, 10 Teng, 11 Polistico, 12 Abarrientos, 13 Aquino, 14 Calma, 15 Codiñera, All. Norman Black |
| 5.      | Kazakistan          | Template:Kazakistan di pallacanestro ai Giochi asiatici 1994 |
| 6.      | Taiwan              | Template:Taipei Cinese maschile pallacanestro Giochi asiatici 1994 |
| 7.      | Arabia Saudita      | Template:Arabia Saudita di pallacanestro ai Giochi asiatici 1994 |
| 8.      | Iran                | Template:Iran di pallacanestro ai Giochi asiatici 1994 |
| 9.      | Emirati Arabi Uniti | Template:Emirati Arabi Uniti di pallacanestro ai Giochi asiatici 1994 |

### Femminile
| Pos.    | Squadra       | Formazione |
| ------- | ------------- | --- |
| Oro     | Corea del Sud | Corea del SudCheon, Ha, Han, Jeon, Jeong E., Jeong S., Jo, Lee, Park, Song, Yu, Yun, All. Jeong Ju-hyeon                |
| Argento | Giappone      | GiapponeHagiwara, Hamaguchi, Harada, Ichijō, Kakizaki, Katō, Mikawa, Murakami, Okazato, Ōyama, Takeuchi, Yamada, All. - |
| Bronzo  | Cina          | CinaLi D., Li X., Liang, Liu, Ma, Peng, Sun, Wang, Zhang, Zheng D., Zheng H., Zheng W., All. -                          |
| 4.      | Taiwan        | Template:Taipei Cinese femminile pallacanestro Giochi asiatici 1994                                                     |
| 5.      | Kazakistan    | Template:Kazakistan femminile di pallacanestro ai Giochi asiatici 1994                                                  |
| 6.      | Thailandia    | Template:Thailandia femminile di pallacanestro ai Giochi asiatici 1994                                                  |